# أليكسي أورلوف
الكونت أليكسي غريغوريفيتش أورلوف (الروسية: Алексей Григорьевич Орлов) رجل دولة وجندي روسي بارز في عهد الملكة كاترين الثانية.
خدم أليكسي في الجيش الإمبراطوري الروسي، بعد أن ترقى في عدة مناصب وبمساعدة أخيه الذي كان عشيقاً لكاترين الثانية أصبح جزءاً من المؤامرة التي قادتها ضد زوجها بيتر الثالث سنة 1762 لإسقاطه من الحكم بعد ستة أشهر فقط من توليه المنصب عبر انقلاب قاده إلى السجن في قلعة روبشينسكي حتى قام الكونت أليكسي أورلوف أحد أعوان كاثرين وأحد منظمي الانقلاب بقتله في سجنه.